# خط طول 175° غرب
خط طول 175° غرب هو أحد خطوط الطول الجغرافية، والتي تمتد من القطب الشمالي الجغرافي إلى القطب الجنوبي الجغرافي، وحسب التحويل الزمني يتأخر خط طول 175° غرب عن خط غرينتش بـ11 ساعة و40 دقيقة.

## من القطب إلى القطب
ينطلق خط طول 175° غرب من القطب الشمالي نحو القطب الجنوبي مرورا بالمناطق التي ترد في الجدول التالي:
| الإحداثيات                           | البلد أو الإقليم أو البحر | ملاحظات |
| ------------------------------------ | ------------------------- | --- |
| 90°0′N 175°0′W / 90.000°N 175.000°W  | المحيط المتجمد الشمالي    | |
| 71°46′N 175°0′W / 71.767°N 175.000°W | بحر تشوكشي                | |
| 67°27′N 175°0′W / 67.450°N 175.000°W | روسيا                     | أوكروغ تشوكوتكا الذاتية — شبه جزيرة تشوكشي |
| 64°47′N 175°0′W / 64.783°N 175.000°W | بحر بيرنغ                 | مرورا بشرق Koniuji Island، ألاسكا, الولايات المتحدة (في 52°13′N 175°6′W / 52.217°N 175.100°W)                                                                                 |
| 52°5′N 175°0′W / 52.083°N 175.000°W  | الولايات المتحدة          | ألاسكا — أتكا |
| 52°1′N 175°0′W / 52.017°N 175.000°W  | المحيط الهادئ             | مرورا بشرق the جزيرة كاو [لغات أخرى]‏, تونغا (في 19°39′S 175°1′W / 19.650°S 175.017°W) · مرورا بشرق the جزيرة Tofua, تونغا (في 19°45′S 175°2′W / 19.750°S 175.033°W)           |
| 21°2′S 175°0′W / 21.033°S 175.000°W  | تونغا                     | 'Ata Island |
| 21°3′S 175°0′W / 21.050°S 175.000°W  | المحيط الهادئ             | مرورا بشرق the جزر تونغاتابو, تونغا (في 21°9′S 175°2′W / 21.150°S 175.033°W) · مرورا بغرب the جزيرة `جزيرة إيوا [لغات أخرى]‏, تونغا (في 21°23′S 174°58′W / 21.383°S 174.967°W) |
| 60°0′S 175°0′W / 60.000°S 175.000°W  | المحيط الجنوبي            | |
| 78°27′S 175°0′W / 78.450°S 175.000°W | القارة القطبية الجنوبية   | منطقة روس، المطالب الإقليمية بالقارة القطبية الجنوبية by نيوزيلندا |